# Abba-El I
Abba-El I (... – 1720 a.C.) è stato il quarto sovrano di Yamhad (Halab), succeduto al padre Hammurabi I.

## Regno
Hammurabi I lasciò Yamhad come un paese prospero, e il regno del figlio Abba-El fu relativamente pacifico, in quanto egli mantenne buoni rapporti commerciali con Babilonia. L'evento principale del suo regno fu la ribellione di Zitraddu, governatore di Irridu appartenente, insieme al proprio distretto, al fratello di Abba-El, Yarim-Lim.
Una tavoletta scoperta ad Alalakh spiega le circostanze che portarono alla nascita del regno di Alalakh; viene fuori che Abba-El distrusse Irridu e compensò il fratello dandogli Alalakh come regno ereditario della sua dinastia sotto la sovranità di Aleppo, cosa che però gli sarebbe stata tolta nel caso Yarim-Lim o un suo discendente avesse commesso tradimento nei confronti di Yamhad.
Abba-El prese giuramento di non confiscare il nuovo regno del fratello, e di maledirsi se ciò mai accadesse. In cambio, Yarim-Lim prese atto di lealtà col fratello, specificando che se mai lui o un suo discendente avessero commesso tradimento o pronunciato i segreti di Abba-El ad un altro re, le sue terre gli sarebbero state tolte.
L'influenza degli hurriti sembra affermarsi durante il regno di Abba-El, in quanto gli Yamhadi avrebbero ricevuto l'aiuto della dea hurrita Hebat.

### Morte
Abba-El morì nel 1720 a.C. circa, e gli succedette Yarim-Lim II, che fu probabilmente suo figlio; tuttavia, Moshe Weinfeld ritiene che Yarim-Lim II sia identico a Yarim-Lim di Alalakh.

## Ascendenza
|                       |   |             | Genitori |  |  | Nonni                 |  |  | Bisnonni            |  |
|                       |   |             |          |  |  | Yarim-Lim I di Yamhad |  |  | Sumu-Epuh di Yamhad |  |
|                       |   |             |          |  |  | Yarim-Lim I di Yamhad |  |  | Sumu-Epuh di Yamhad |  |
|                       |   | Sumunna-Abi |          |  |  | Yarim-Lim I di Yamhad |  |  |                     |  |
| Hammurabi I di Yamhad |   |             |          |  |  | Yarim-Lim I di Yamhad |  |  |                     |  |
|                       |   | Gashera     | …        |  |  |                       |  |  |                     |  |
|                       |   | Gashera     | …        |  |  |                       |  |  |                     |  |
|                       |   | Gashera     | …        |  |  |                       |  |  |                     |  |
| Abba-El I             |   | Gashera     |          |  |  |                       |  |  |                     |  |
|                       | … | …           |          |  |  |                       |  |  |                     |  |
|                       | … | …           |          |  |  |                       |  |  |                     |  |
|                       | … | …           |          |  |  |                       |  |  |                     |  |
| …                     | … |             |          |  |  |                       |  |  |                     |  |
|                       |   | …           | …        |  |  |                       |  |  |                     |  |
|                       |   | …           | …        |  |  |                       |  |  |                     |  |
|                       |   | …           | …        |  |  |                       |  |  |                     |  |
|                       |   | …           |          |  |  |                       |  |  |                     |  |